# Noutte Genton-Sunier
Noutte Genton-Sunier, née le 19 mars 1918 en Hollande, et décédée en 1996 en Suisse, fut connue sous le nom de Mâ Sûryânanda Lakshmî, auteur de plusieurs ouvrages sur l'hindouisme et le christianisme.
Elle rencontre Jean Herbert en 1938 et se met à lire des écrits de Ramakrishna, Vivekananda, et Aurobindo. Marquée par cette spiritualité hindoue, elle entreprend une sadhana. À partir de 1970, elle donne des centaines de conférences publiques, en Suisse et en France. Elle intitule son enseignement « Foi chrétienne et spiritualité hindoue. »

## Biographie

### Enfance et études
Noutte Genton-Sunier née à La Haye, en Hollande, le 19 mars 1918. A l’âge de trois ans, avec ses parents et son frère aîné, ils partent à La Neuveville, dans le Jura bernois. Elle fait ses études à Lausanne où elle obtient son baccalauréat latin-grec. Dans le même temps, elle étudie la musique l’amenant à devenir professeur de piano et de chant en 1938. Elle reçoit un prix de virtuosité de chant en 1941 au conservatoire de La Chaux-de-Fonds dirigé par Charles Faller, organiste de la cathédrale de Lausanne et chef d’orchestre. Elle possédait une voix de soprano lyrique et son répertoire s’étendait de Vivaldi, Pergolèse, Bach, Haendel, Mozart, à Beethoven, et d'autres.

### Rencontre avec Jean Herbert
En 1938, elle rencontre dans un train Jean Herbert, le traducteur en français de Vivekananda, Ramakrishna et Aurobindo. Seuls dans un compartiment, ils parlent et échangent leurs adresses. Jean Herbert lui envoie par la suite les livres qu’il traduit. Ces lectures lui permettent de s’ouvrir à la spiritualité hindoue. Quelques années plus tard, en 1963, Jean Herbert écrit la préface de Quelques aspects d’une sâdhanâ, premier livre sous son nom Mâ Sûryânanda Lakshmî, décrivant ses expériences mystiques hindoues. Selon Jean Herbert, l'ouvrage « apporte un témoignage authentique et de première main (...) sur la nature, le rôle et le mode d'action de plusieurs formes du Divin classique dans l'Inde, ainsi que des précisions sur les techniques du yoga ».

### Vie de famille
En 1945, elle épouse Anselme Genton, médecin de campagne. Ils s’étaient connus durant la guerre, dans un petit groupe d’amis auquel elle lisait et expliquait la Bhagavad-Gita traduite et commentée par Shrî Aurobindo, dans la version française de Jean Herbert. En 1946, elle donne naissance à son premier enfant. Trois autres viendront au monde par la suite.

### Révélations et expériences mystiques
En décembre 1947, sa santé se fragilise avec une grave infection. Elle écrit à Shrî Aurobindo pour lui demander de la guider à distance. Peu de jours après, elle aurait reçu une réponse favorable sous la forme d’un songe. Alors que sa santé ne s’améliore pas, son mari l’envoie consulter un confrère à Genève. C'est dans une église toute proche qu’elle aurait vécu sa première vision divine lui expliquant que son rôle était d’unir l’Orient et l’Occident,.
Au printemps 1948, suivant les conseils du médecin, elle part se reposer et méditer seule pendant deux mois. Elle choisit le petit village montagnard suisse de Corbeyrier où elle vécut de multiples expériences mystiques. À partir de là, elle connait durant près de deux années plusieurs samâdhis qu’elle note régulièrement. Elle considérait Râmakrishna comme son « Maître en Visions » et Shrî Aurobindo comme « Le Verbe de Vérité » qui la guidait intérieurement. Shrî Aurobindo lui aurait donné intérieurement le nom de « Sûryânanda Lakshmî » signifiant Béatitude de la Lumière et Opulence divine. Mâ Ananda Mayi fera de même en rajoutant « Mâ », la Mère Divine. Elle écrit une première version de Quelques aspects d’une sâdhanâ en 1949-1950. Le manuscrit fut publié par Albin Michel en 1963. Signé Mâ Sûryananda Lakshmî, nul ne se douta autour d’elle qu'elle en est l’auteur. Elle vécut des extases à l’insu de tous et les raconte dans son Journal Spirituel. Puis tout s’arrête pendant quinze ans. Ce fut pour elle, un temps d’assimilation.

### Enseignement et conférences
En 1962, ses expériences intérieures reprennent l’amenant à écrire sur les Hymnes Védiques et des passages du Mahabharata comme celui de la Princesse Kuntî. Puis elle lit l’Apocalypse à partir de décembre 1965. Elle fait également des études – des exégèses – de l’Ancien et du Nouveau Testament.  
En 1969, elle pose sa candidature à la l’université populaire de Lausanne et obtient l’autorisation de donner un cours intitulé : « Foi Chrétienne et Spiritualité Hindoue », qui dure plus de vingt ans.[réf. souhaitée]
En mai 1970, lors de sa première apparition publique, les participants l'appellent « Mâ », alors qu’elle avait été présentée sous son nom civil.[réf. souhaitée]
Elle donne plus de 800 conférences : notamment à Villebon dans le Centre de retraites des Pères Lazaristes, puis à Paris dans leur maison mère, mais également à Lyon dans un Centre Dominicain, à l’Université des sciences sociales et dans la belle salle du Sénéchal à Toulouse, à la Sorbonne, ainsi qu’à Crêt-Bérard dans le Canton de Vaud en Suisse, et d’autres lieux. La basilique du Sacré-Cœur l’accueillit aussi avec un bon nombre de personnes pour des méditations qui pouvaient durer deux heures.
Elle donne sa dernière conférence en juin 1996.

## Ouvrages
- Notes biographiques, Rencontre avec Mâ Sûryânanda Lakshmî, Saint-Prex,1991
- Quelques aspects d'une Sâdhanâ, Albin Michel, Paris, 1963
- Les Sentiers de l'âme, Saint-Prex, 1974, 2e  éd. 1988
- Exégèse spirituelle de la Bible, Apocalypse de Jean, Éditions La Baconnière, 1975
- Qui est Dieu ? Brochure illustrée pour les enfants, Saint-Prex, 1975
- Journal spirituel, Boudry-Neuchâtel, La Baconnière, 1978, 2e éd. 2001, Saint-Prex
- Le Voilier Rouge & Les Vitraux du Saint Portique, Saint-Prex, Suisse, 1984
- Six Poèmes de Shri Aurobindo, Saint-Prex, Suisse, 1985
- L'Ascension de Jésus-Christ, Boudry, La Baconnière, 1986
- Une Offrande de nous-même, Editions Terre du Ciel, 1995
- Foi chrétienne et Spiritualité hindoue, tome 1, Saint-Prex, Suisse, 1981
- Foi chrétienne et Spiritualité hindoue, tome 2, Saint-Prex, Suisse, 1989
- Le Yoga de la Princesse Kuntî, Foi chrétienne et Spiritualité hindoue, tome 3, Éditions La Baconnière, 1996
- Apocalypse de Jean, Exégèse spirituelle, Foi chrétienne et Spiritualité hindoue, tome 4, Saint-Prex, Suisse, 2016